# Hatnoub
Hatnoub était une carrière d'albâtre égyptien et est justement particulièrement réputée pour la qualité de la pierre qui en est extraite. En effet, si l'albâtre égyptien était aussi extrait ailleurs en Égypte, l'expression « albâtre d'Hatnoub » présente dans certaines inscriptions est utilisée pour en souligner spécifiquement la qualité, car, lorsque l'albâtre vient d'un autre gisement, le texte ne précise jamais l'origine de ce dernier.
| O6 | X1 | S12 · N25 |

| O6 | X1 | S12 · N25 |

## Carrière
Hatnoub était le site des carrières d'albâtre égyptien et d'un village ouvrier saisonnier associé dans le désert oriental, à environ 65 km d'Al-Minya, au sud-est d'Amarna. Les poteries, les inscriptions hiéroglyphiques et les graffitis hiératiques trouvés sur le site montrent qu'il a été utilisé de manière intermittente au moins depuis le règne de Khéops (IVe dynastie) jusqu'à la période romaine (de -2500 à 300 environ). Le village de Hatnoub, associé à trois carrières principales, comme ceux associés aux mines d'or du Ouadi Hammamat et ailleurs, se caractérise par des brise-vent en pierres sèches, des routes, des chaussées, des cairns et des alignements de pierres.
Hatnoub a été décrit pour la première fois à l'époque moderne par Percy Newberry et Howard Carter en 1891. Il existe de nombreuses inscriptions sur les rochers, qui ont été décrites pour la première fois par George Willoughby Fraser et Marcus Worsley Blackden, membres de cette même expédition. Pendant près d'un siècle, les archéologues se sont concentrés sur la recherche et la traduction de ces inscriptions qui ont permis d'éclairer une grande partie de la vie quotidienne dans l'Égypte antique. Ce n'est que lorsque l'égyptologue Ian Shaw et son équipe ont commencé à étudier les vestiges matériels que les deux éléments ont été intégrés pour donner une image plus complète. Par exemple, aucune inscription du Nouvel Empire n'a été trouvée, et on pensait que les carrières n'étaient pas utilisées pendant cette période. Ian Shaw et son équipe ont trouvé des fragments de poterie du Nouvel Empire montrant que les ouvriers de cette période devaient avoir utilisé les carrières.

## Rampe
En 2018, des chercheurs du Département d'archéologie, de lettres classiques et d'égyptologie (ACE) de l'université de Liverpool et de l'Institut français d'archéologie orientale (IFAO) ont annoncé la découverte d'une ancienne rampe sur le site. Cette rampe bien conservée, qui date du règne de Khéops, pourrait éclairer la manière dont sa grande pyramide a été construite,. Yannis Gourdon, codirecteur du projet à l'IFAO, explique que « le système est composé d'une rampe centrale flanquée de deux escaliers avec de nombreux trous de poteaux. À l'aide d'un traîneau qui transportait un bloc de pierre et était attaché à ces poteaux en bois par des cordes, les Égyptiens de l'Antiquité pouvaient extraire les blocs d'albâtre de la carrière sur des pentes très raides de 20 % ou plus ».